# Minuartia douglasii
Minuartia douglasii là loài thực vật có hoa thuộc họ Cẩm chướng. Loài này được (Fenzl ex Torr. & A. Gray) Mattf. mô tả khoa học đầu tiên năm 1921.